# Marc Jailloux
Marc Jailloux (Frankrijk, 25 juni 1973)  is een Franse striptekenaar. Hij is de tekenaar onder meer de tekenaar van de stripreeks Alex, bedacht door Jacques Martin.

## Carrière
Jailloux haalde zijn baccalaureaat in de beeldende kunst, waarna hij 1991 studeerde aan de École du Louvre in Parijs en zich specialiseerde in storyboards en lay-out bij CFT Gobelins. In 1994 startte hij bij een producent van computerspellen, waar hij werkte aan animatie. In 1998 gaf hij in eigen beheer de strip Gousdaïl le Vampire  uit. Jailloux won vervolgens met zijn kortverhaal Comme ça se prononce de eerste prijs bij de BD Awards dat in Spirou werd gepubliceerd in 1999.
In 2002 bracht hij zijn fantasystrip Le Château de Monsieur Sangsuc uit en publiceerde een boek in de serie Necrolympia met Stéphane Beauverger in 2005 waarbij Corinne Billon de inkleuring verzorgde. In datzelfde jaar ontmoette Jailloux Jacques Martin en kreeg de kans aan de slag te gaan in de studio van diens voormalige assistent Gilles Chaillet. Hier deed hij onder meer het inkten van het vierde boek uit diens reeks De laatste profeet in 2007 en de strip over Da Vinci in 2008-2009.
In 2008 kwam Jailloux met een voorstel voor een nieuw verhaal in de stripreeks Orion dat in 2011 werd gepubliceerd onder de titel De orakels. Vanaf 2013 pakte hij de reeks Alex op, en tekende De laatste verovering (2013), Britannia (2014), Aan de overkant van de Styx (2015), De eed van de gladiator (2017) en De Helvetii (2019).